# Geranomyia sexocellata
Geranomyia sexocellata är en tvåvingeart som beskrevs av Alexander 1921. Geranomyia sexocellata ingår i släktet Geranomyia och familjen småharkrankar. Inga underarter finns listade i Catalogue of Life.